# Ion Oargă
Ion Oargă, conocido como Cloșca (Cărpiniș, 1747-Karlsburg, 28 de febrero de 1785) fue un campesino rumano que, junto a Vasile Ursu Nicola ("Horea") y Marcu Giurgiu ("Crișan"), condujo la rebelión campesina transilvana de 1784  iniciada en los pueblos de Curechiu y Mesteacăn en los montes Metaliferi y que se extendió a otras partes de Transilvania.

## Biografía

### Primeros años
Ion Oargă (Cloșca) nació en 1747 en Cărpiniș. Era de baja estatura, inteligente y valiente. El apodo "Cloșca" (che significa "gallina") se debe a la costumbre campesina de apodar a sus vecinos. Estaba casado con Marina y tenía dos hermanos, Teodor y su hermana Achimia. Cloșca era un poco más rico que Horea, y su casa, aún existente, podía ser vista en la ladera de una colina, a 50 metros de la actual carretera entre Abrud y Câmpeni.

### Rebelión
Cuando estalló la revuelta, Cloșca tenía 37 años y ya había estado tres veces en Viena, llevando con Horea las peticiones dirigidas por los campesinos al emperador José II. Mientras duró la revuelta, fue el colaborador más cercano de Horea.
El 27 de diciembre de 1784 fue capturado, por traición, junto con Horea, en los bosques cercanos al pueblo de Albac. Fue llevado a Alba Iulia (Karlsburg) y encarcelado allí. Será sometido a seis interrogatorios por el tribunal militar, sin revelar nada. Los investigadores querían obtener más información sobre la organización del levantamiento, que se había extendido rápidamente a varios condados de Transilvania, para evitar que ocurriera un levantamiento similar.

### Muerte

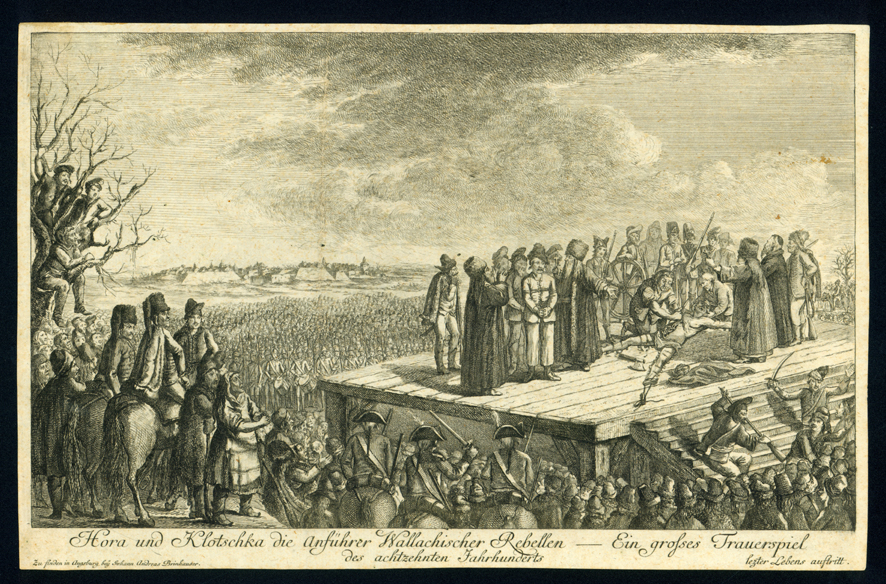
Ejecución de Cloșca.

Fue ejecutado por la tortura de la rueda el 28 de febrero de 1785 cerca de la ciudad de Alba Iulia, junto con Horea. Su ejecución horrorizó a toda la Europa civilizada por su crueldad: Cloșca fue quebrado por 20 golpes de rueda, y su cuerpo descuartizado y exhibido en varios lugares de la región donde se había dado el levantamiento campesino, con el fin de aterrorizar a la población y dar un ejemplo para quienes quisieran oponerse a las autoridades en el futuro.